# Agent literari
Un agent literari és un representant editorial que intervé entre l'escriptor i altres agents com l'editorial, tant a nivell nacional com a internacional, per trobar el millor contracte d'edició de l'obra del seu representat.

## Labor
Per la seva labor, un agent literari és:
- l'intermediari entre l'autor i les editorials;
- el representant encarregat de defensar els drets d'autor;
- l'encarregat de buscar a l'editor apropiat;
- l'encarregat de revisar els contractes i altres condicions.

En definitiva, l'agent s'encarrega de les funcions administratives perquè l'escriptor pugui concentrar-se a escriure.

## Agents nacionals i internacionals
A Espanya, un dels agents literaris més importants ha estat Carmen Balcells, l'agència dels quals ha estat representant als més importants escriptors de parla hispana. A nivell internacional, Andrew Wylie és considerat l'agent literari més poderós i influent del món; al capdavant de la seva agència representa a més de 700 escriptors de tot el món, entre els quals hi ha un bon nombre de premis Nobel de Literatura.

## Decàleg de l'agent literari
Amb base en l'informe de l'agent literari internacional Guillermo Schavelzon i el seu manual de bona conducta:
- No confonguis mai literatura amb mercat, encara que caminis fent equilibri entre una i un altre.
- Recorda sempre que tots els mèrits són de l'autor.
- No creguis que tot escriptor necessita un agent.
- No intentis explicar per què els agents literaris són en la seva majoria dones.
- Mai ofereixis a un editor un manuscrit que no has llegit.
- Si el teu telèfon sona de nit i en cap de setmana, és que el teu treball va molt bé.
- Anima't a dir-li a un escriptor que no publiqui un llibre quan pensis que no és bo.
- Tot escriptor vol èxit de crítica, prestigi intel·lectual, èxit de venda i reconeixement internacional. No ho sotmetis a la humiliació d'haver de dir-li-ho.
- No llegeixis únicament als escriptors que representes. En poc temps deixaries de ser un bon agent.
- Tot decàleg és un exercici literari, no t'ho prenguis de debò.